# 朗塔巴特
朗塔巴特（法語：Lantabat，法語發音：[lɑ̃tabat]）是法国大西洋比利牛斯省的一个市镇，属于巴约讷区。

## 地理
朗塔巴特（43°15'0"N, 1°7'28"W）面积28.86 平方千米，位于法国新阿基坦大区大西洋比利牛斯省，该省份为法国东南部省份，涵盖了贝阿恩与北巴斯克，西临大西洋比斯開灣，北至朗德省，东北接热尔省，东临上比利牛斯省，南与西班牙接壤。
与朗塔巴特接壤的市镇（或旧市镇、城区）包括：艾尼斯-蒙日洛斯、阿尔芒达里茨、茹瓦约斯河畔贝里、伊奥尔迪、拉瑟沃-阿罗斯-锡比茨、奥尔桑科、奥斯塔巴特-阿斯姆、叙埃斯坎。
朗塔巴特的时区为UTC+01:00、UTC+02:00（夏令时）。

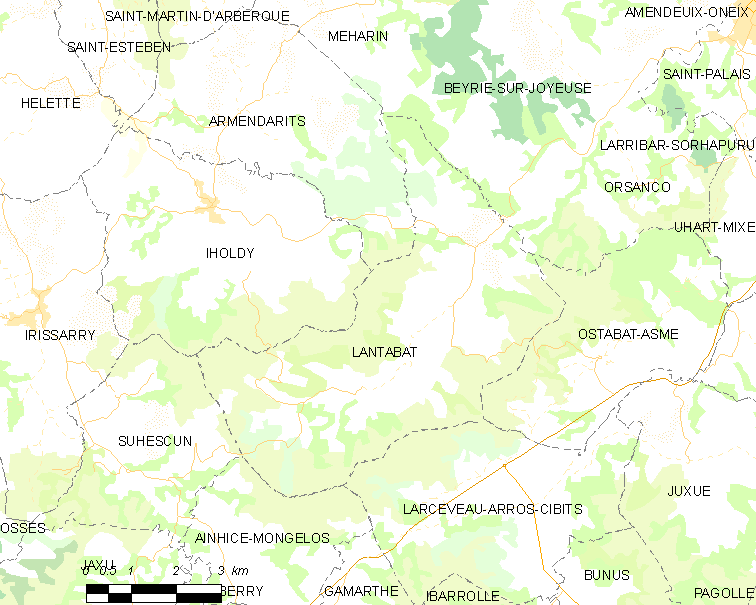
朗塔巴特的OSM定位图

## 行政
朗塔巴特的邮政编码为64640，INSEE市镇编码为64313。

## 政治
朗塔巴特所属的省级选区为比达什地区-阿米库塞-奥斯蒂巴尔县。

## 人口

1962-2008年间朗塔巴特人口变化图示

朗塔巴特于2022年1月1日时的人口数量为287人。